# Gerygone insularis
Gerygone insularis es una especie extinta de ave Passeriformes del género Gerygone, que pertenecía a la Superfamilia Meliphagoidea (familia de los Pardalotidae, perteneciente a la subfamilia Acanthizidae).
Era una especie endémica de la Isla Lord Howe y parte de Nueva Gales del Sur (Australia), su desaparición se debió a la depredación que produjo el Rattus rattus, especie de rata que fue introducida accidentalmente en la isla Lord Howe en el año 1918 tras el naufragio del SS Makambo.